# 李克強訪問香港期間保安爭議

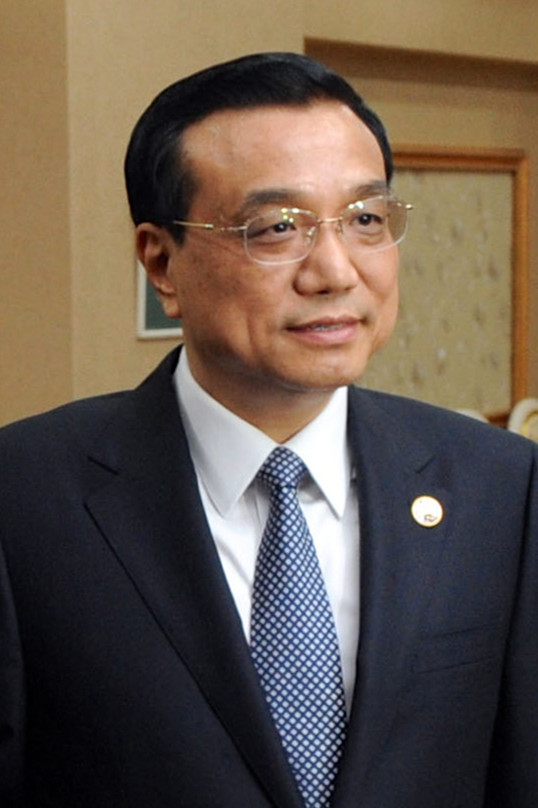
國務院副總理李克強於2011年8月中訪問了香港3天，結果引起了連串的爭議。

李克強訪問香港期間保安爭議，是指於2011年8月16日至8月18日期間，中共中央政治局常委、时任中國國務院副總理李克強訪問香港展開為期3天的考察活動，有關香港政府及警方在處理示威、新聞採訪和香港大學百週年校慶等一連串的手法上被輿論認為是過於嚴苛及打壓，引起對表達自由、言論自由、新聞自由及學術自由等香港傳統價值觀的重大爭議，和警權過大的憂慮。

## 保安及採訪爭議

### 拘捕身穿「平反六四」T恤男子事件

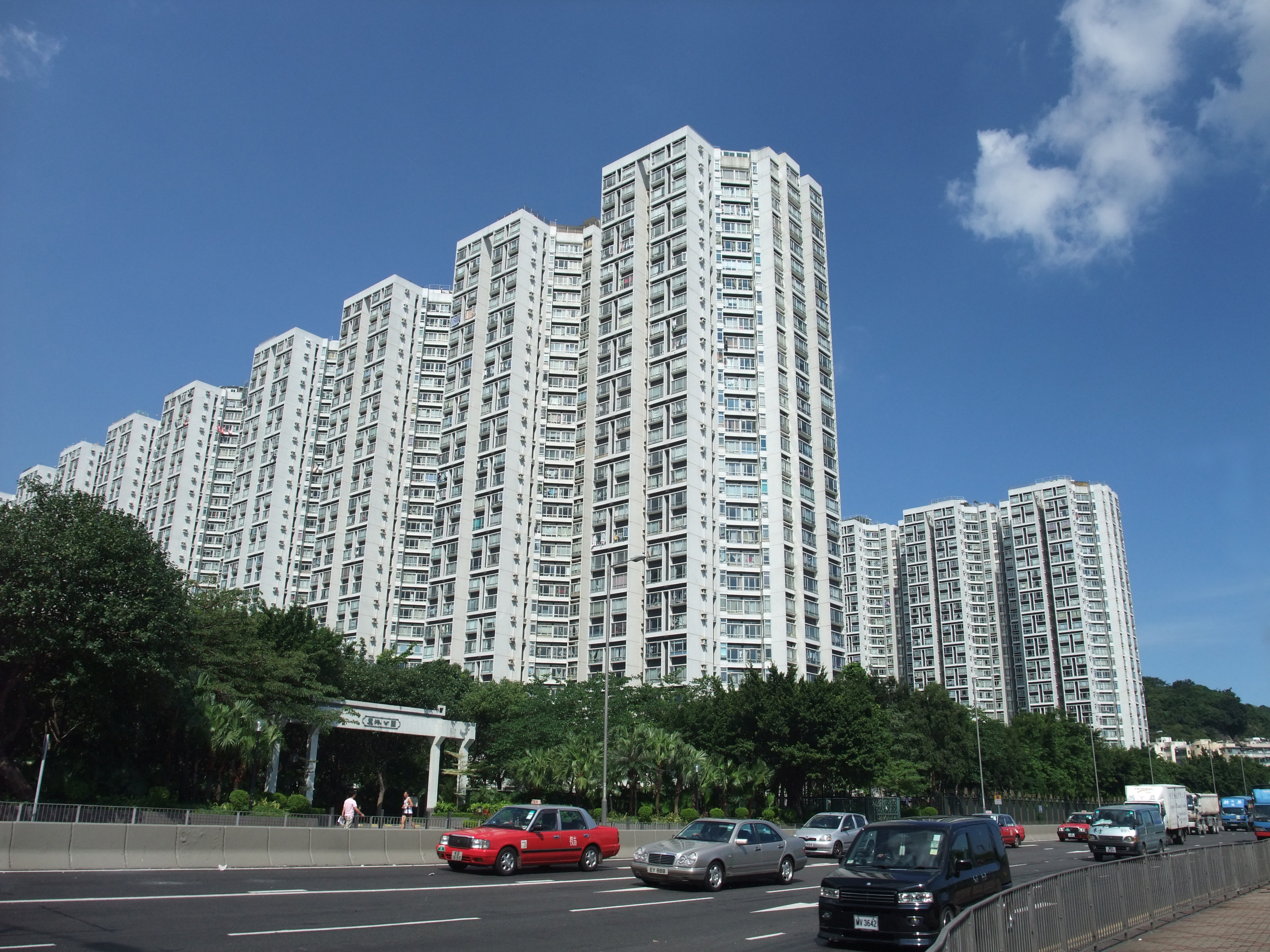
麗港城居民黃健，身穿「平反六四」T恤與子女出現在屋苑空地，被四名不知身份的黑色西裝男子強行押走。

中共中央政治局常委、國務院副總理李克強於8月16日上午抵達香港，發表有關中央對香港民生及經濟等多項議題的支持措施，期間他表示希望「多走走、多看看、多聽聽」了解香港，同日到九龍東茶果嶺麗港城26座進行家訪，訪問現任渠務署主任秘書，同時身兼麗港城業主委員會主席的郭桂明一家。
警方對此進行空前嚴密的保安，期間，一名麗港城的居民黃健身穿一件以「平反六四」為主題的T恤與子女出現在屋苑空地的範圍內，立時被4名不知身份，操流利廣東話及身穿黑色西裝的男子押走。4名男子沒有出示警察委任證，亦沒有要求黃健出示身份證明文件，也沒有表示以什麼理由押走黃健，並且將他推到遠離人處的一角的椅上。其中一名西裝男子質問黃健女兒：「知不知你的爸爸多離譜呀？知不知他穿甚麼衣服呀？」黃健女兒反駁：「六四有什麼問題？這是衣服，買回來當然是穿的啦！」不過卻換來西裝男子的斥責：「你這個小朋友懂得甚麼？」
黃健表示感到女兒被恐嚇，並且表示感到自身難保。女兒其後又曾向警察出示麗港城的住戶證，企圖為父親解決困局，卻被警察質疑住戶證的真偽。黃健表明身份，說自己是麗港城住客，4人要他到管理處證明身份，可是卻不讓他離開。直到李克強走後，4名西裝男子一哄而散，由軍裝人員接手處理，才要求黃健出示身份證。
正當4名西裝男子押走黃健時，Now新聞台的攝影師欲上前拍攝，另一名西裝男子則上前阻擋攝影機的鏡頭，記者梁卓麒追問西裝男子的身份，但是西裝男子沒有表露身份。事後黃健出示手部被西裝男子捏傷的瘀痕，表示非常不滿，而輿論亦認為因為身穿六四T恤而押走黃健之舉，毫無理據可言。稍後，警方發言人證實上述的西裝男子為要員保護組的人員，扣押黃健是因為他2006年違反交通規則，沒有出庭應訊而被通輯，再將其拘捕，黃健於九龍城裁判法院應訊，被罰款300港元。黃健亦投訴人員的扣押行為。
警方的解釋引發輿論譁然，其後警方表示黃健進入了「核心保安區」，依據《警察通例》所以作出扣押。警方的解釋不單止沒有平息事件，反而引起新的爭議，監警會秘書長朱敏健表示從未聽聞「核心保安區」，香港大律師公會更發表表達5頁，態度強硬的聲明，表示法律文獻根本不存在「核心保安區」的概念，就算是設「禁區」也必須預先刊憲，不是單憑警方隨意決定，要求政府出示妨礙市民示威和傳媒採訪權的法理依據。
全國人大常委范徐麗泰認為，警方沒有濫權。至於在麗港城身穿六四T恤的黃健被警方帶走，她認為黃健是有意識地穿上該衣以吸引公眾的注意。
於2011年8月20日刊登的《明報》，黃健透露他在當時穿著該上衣的原因。在8月16日下午5時許，他的妻子告訴他樓下有很多警察，他估計有大人物到訪，他稱自己只是看熱鬧，為了表達與鼓掌歡迎李克強的群眾不是同一類人，才穿那件衣服上街。黃健接受傳媒訪問時表示擔心日後的生活，憂慮上街會被不明來歷的人跟蹤，其家人亦擔心將來不能順利到內地旅遊。黃又指近日有朋友來訪，受到屋苑的保安員諸多留難，既要登記身分證，又不容許記者採訪，自己朋友上門探訪，保安員更會跟隨至自家的門口，又在他的單位外徘徊。若情况持續，他不排除向屋苑有關的部門作出投訴。黃健表示，不後悔當日的行動，認為今次是好事，可以讓香港市民看清楚真相，並且認為內地的維權人士所吃的苦頭遠比他多。儘管發生以上不愉快事件，他對中央領導人到訪香港仍然表示歡迎。他不反對警察執法，不過覺得警察需要跟隨程序、法律及須尊重人權。當警方表示制服他是為了確保重要人物的安全，黃健表示其說法是抹黑。

### 妨礙採訪李克強和示威爭議

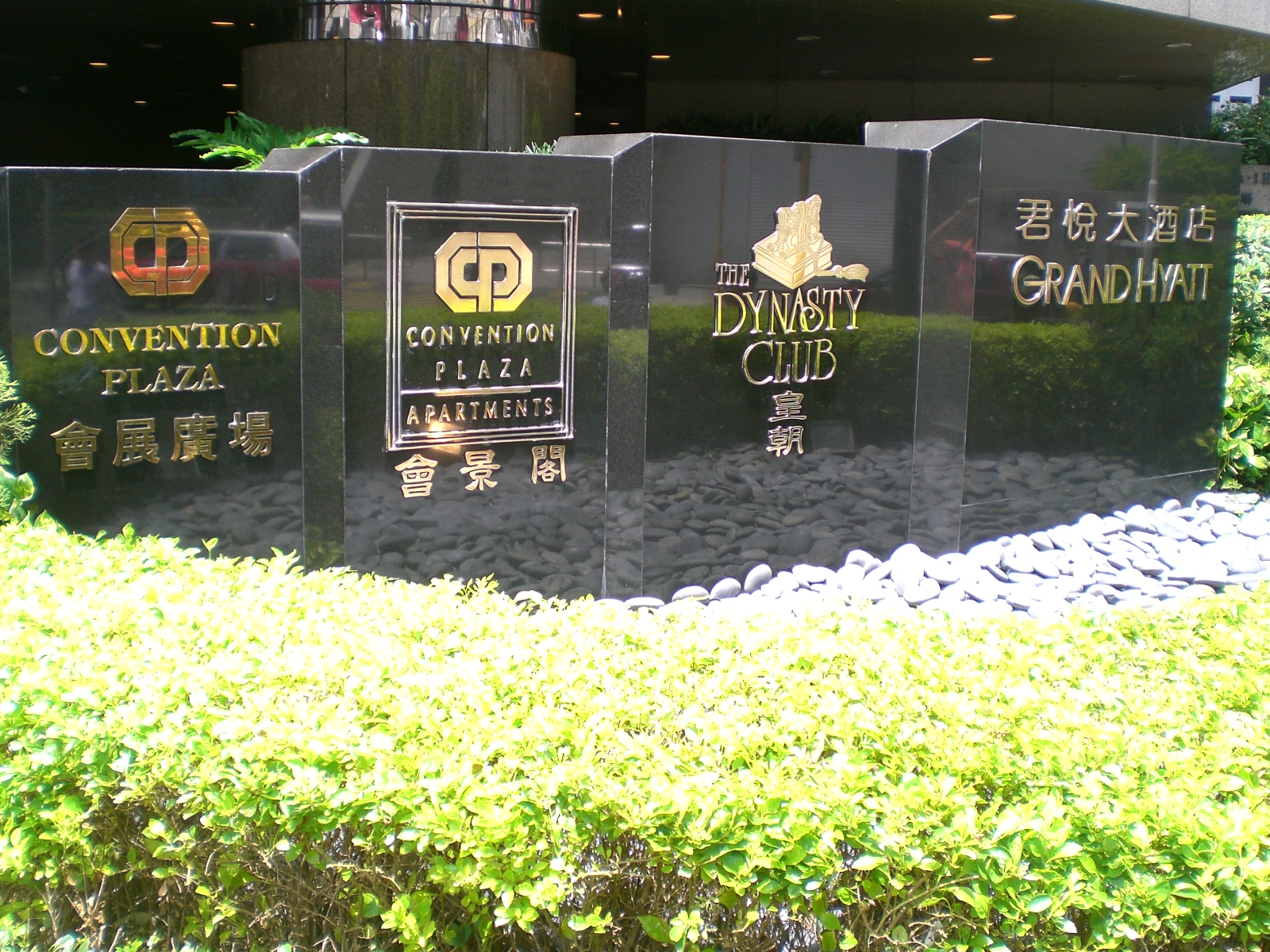
李克強下榻的灣仔君悅酒店。

李克強到訪香港3日，前後約有20多項公佈了的活動，香港政府只安排了傳媒採訪當中的10項活動，其餘的皆是透過政府新聞處發稿，此行徑為前所未有。香港傳媒憂慮統一發稿的作法會否成為常規慣例，與中央統一發稿的作法看齊。及後，傳媒發現政府新聞處發表的剪輯片段中，李克強與行政長官曾蔭權於灣仔君悅酒店會晤時，曾告之施政要「切實有所作為，積極幫助市民特別是基層市民」等言論，但是政府新聞處卻沒有報導上述言論，直至新華社發稿才以得悉此事。
此外，傳媒欲採訪李克強處處受到妨礙。8月16日李克強探訪長者中心時，警務人員在記者採訪期間將之拉扯出採訪區外，並且細緻地搜查其隨身物品，包括銀包內格。傳媒本來擬在中心200米外的地方拍攝，警方則要求記者退至600米外，經過一輪討價還價後，記者與警察協商至退至400米外的地方拍攝。
至於8月18日舉行的香港大學百周年校慶典，警方拒絕傳媒拍攝李克強發言，只容許記者走入另一房間觀看直播。上述幾次事件，引起傳媒強烈不滿。
立法會議員梁國雄本來打算到君悅酒店抗議李克強的到訪，但是他被跟蹤，帶到離酒店有相當距離的示威區。期間，示威者企圖衝出示威區，被在場的過百名警察攔截，在場的一名高級督察亦警告示威者：「今天有重要的人下來，要維持他的尊嚴。」而運送示威物資的7人車在分域街被警察截停及扣押，沒收與示威相關的物品及扣留司機。警方宣稱是司機自願交出汽車鑰匙，然而司機李德華卻表示是警察強行按著他及奪去鑰匙，及後他向記者展示位於肩膀上的瘀傷。另一批港商權利關注組成員同樣欲在君悅酒店向李克強抗議，他們預早訂了房間，在酒店外等待，期後遭到警方發現，阻止他們到場示威，李克強走後，他們再返回抗議，數十名人員以鐵馬包圍，及拖走示威者，有示威者受傷送院。其後，關注組成員擾攘了大半天才可以返回預早訂下的房間，但是有成員陸偉萍欲步出房間外，走廊兩旁就有大量便衣人員阻礙她外出。然而她的立場強硬，終於可以離開，可是一步出酒店外，便有數名身份不明，身穿黑色西裝的男子跟隨她，她一度以為他們是酒店員工，她上前詢問後，才知道是警察。另外一名示威者蕭敏兒在君悅酒店外附近的示威區，要求警方安排她接見李克強，她宣稱警察這樣說：「不如回家睡覺。」警方指她身上貼有「請求李克強接見」字句，遂沒收她的示威物品，同時將她控以阻礙公職人員罪名。警方宣稱，蕭敏兒的情緒激動，衝擊警方封鎖線，與在場的人員糾纏，在警告無效下，才將她拘捕。蕭敏兒表示已經作出投訴，投訴警察科表示會公平及公正地處理。

### 香港大學百周年校慶典禮保安爭議

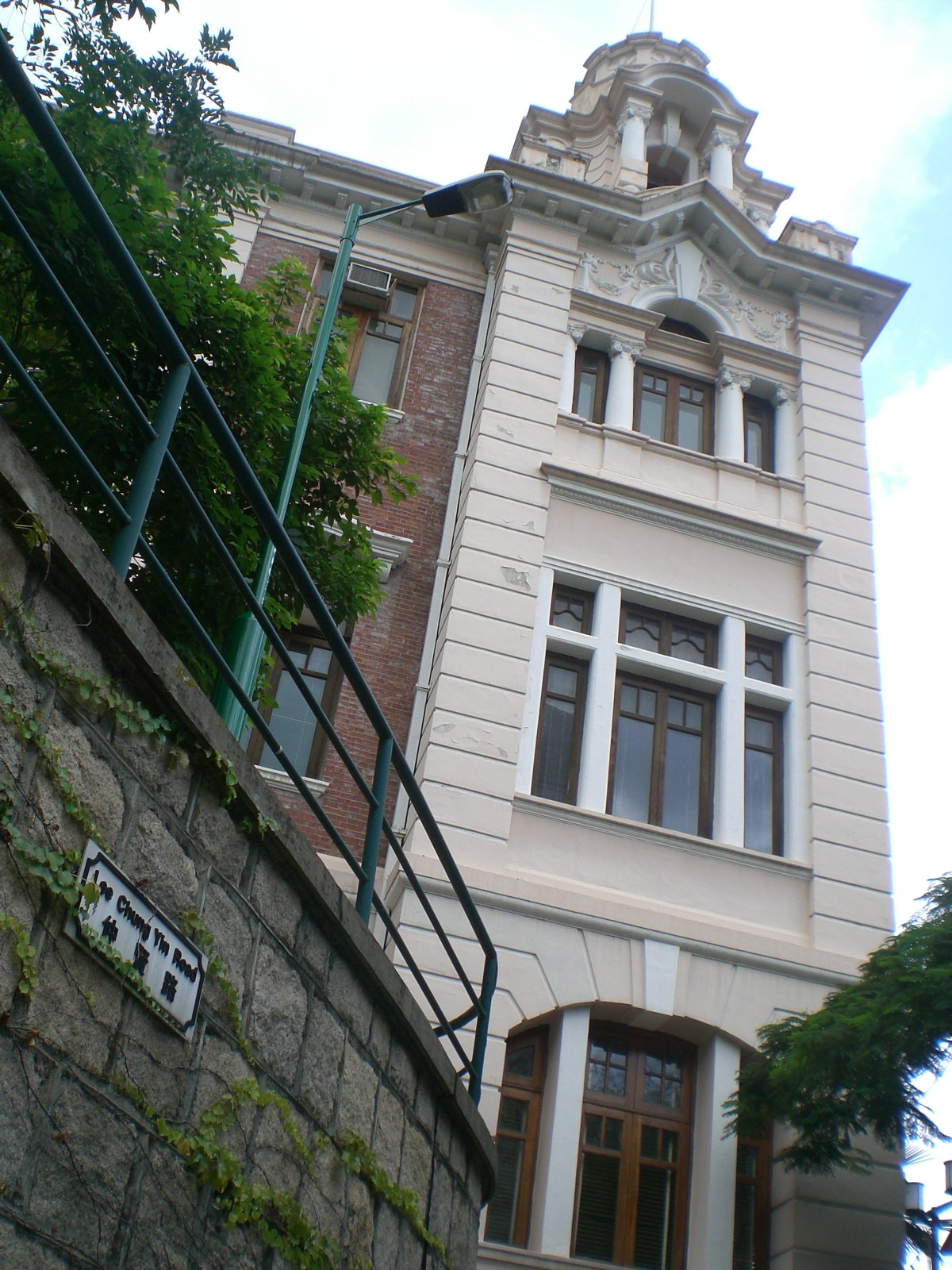
香港大學本部大樓陸佑堂，香港大學百周年慶典舉行地。

8月18日，李克強出席香港大學百週年校慶慶典儀式，校方和警方事前3次商討保安安排，校方宣稱只是設立交通管制區，警方則宣稱是校方主動要求警方擴大管制範圍，包括梁球鋸樓底層2樓對出的範圍及太古橋。港大校園原本有20名保安員，期後警方要求校方增聘60名臨時保安員，校方因而作出聘請。不過，警方在8月17日早上發現有人在面書開設群組，號召港大校友及市民在8月18日當日遊行，於太古橋集合，目的地是舉行慶典的本部大樓陸佑堂。警方大為緊張，以形勢有變為理由，要求校方另外增聘50名保安員，港大校方表示無法做到要求，警方遂表示由他們補充人手，校方同意。
翌日警方出乎校方意料之外，以大量警力進駐學園，並封鎖校園部份範圍，東閘及西閘被封閉，巴士站亦停止使用。據校方事前發給學生的電子郵件，太古橋只是列作雙線行車道，並非禁區。不過警方表示在8月17日夜晚和校方保安達成共識，由於太古橋佇立於懸崖上，易生危險，故將太古橋劃為紅色保安區。當時有示威學生欲經太古橋入校，企圖遊行到典禮會場本部大樓陸佑堂。警方要求學生關掉揚聲器才放行到較近太古橋的地方示威，引起示威學生的不滿和衝突。
根據傳媒報道，要員保護組與西區警署高層曾對是否封鎖太古橋的問題有分歧，西區警署的高層認為無需要封鎖太古橋，李克強的車隊可以經過本部大樓旁的東及西閘離去，但是要員保護組堅持所有出口必須確保暢通，最後決定了採用後者的方案。校方既不滿警方沒有向校方通知補充人手的數目，亦不接受警方表示，是應校方的邀請，而派遣大量警力去接管保安事務的說法。校方指警方援引法例，因此沒有恰當理由反對警方對校園的保安安排。

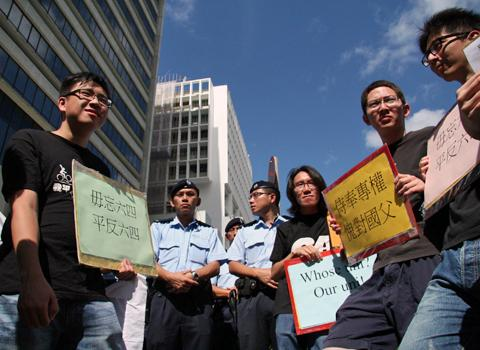
港大校友抗议李克强访问

2011年8月18日約早上9時半，香港專上學生聯會成員香港大學2年級學生李成康（政治與行政學系）和香港理工大學學生黃佳鑫及嶺南大學學生鄧建華，欲觀摩於太古橋的示威學生，考慮是否一同參與示威。他們一行人由學生會出發，經梁球鋸樓到底層2樓，打算由樓梯口走出去。當時樓梯門沒有上鎖，有需要的教師和學生途經校園保安員的查問後，仍然可以自由進出，但是一到門口，立時被來自四方八面而來的警察圍堵，相信和他們當時穿着以平反六四為主題的衣裳有關，因而引起了警察的注意。當時學生詢問警察為什麼這樣做，警方回應是以安全為其理由，李成康宣稱，在一名高級督察的一聲下令：「推他們！」3人被警方推到後樓梯，其間一名學生大叫「天理何在」。李成康向在場的記者呼救，高舉雙手，以示自己只有手提電話，期後和另一名學生被推倒在地上，警察接著關門。人員其後阻擋該後樓梯的出入口，李成康等人質問警察的行為是否侵害人身自由，沒有獲得回應，也沒有表示學生是可以離開與不。10至20分鐘以後，警察將眾人交予校方的保安員接手處理，保安員指阻撓他們是為了保障他們的個人安全，再往前會有危險。3人要求保安員代為紀錄有關警察的資料，亦要求打開門隙透氣，不得要領。保安員表示警方不容許，3人於是被困40分鐘，直至典禮完畢後才獲得放行。事後，李成康接受記者採訪，語帶哭音表示：
|  | 「我傷心什麼，一來是警方的做法，二是校方這樣對待學生，我對這間學校非常的失望。我希望校方不要再為政治向中央獻媚，徹底去捍衛大學價值，徹底去令這間學校真正成為一個自由的學校，而不是因為有一個政要來這間學校，一個普通的學生連他走了二年的路，他今天都不能再踏足，這件事我對學校是非常的失望，我希望學校不會再犯這個錯……無論阻撓有多大，無論我們今天給警方有多少的推撞和強權，這個政治的工具有多大，我做為一個港大的學生，我都會堅持平反六四的追求和決心。」 |

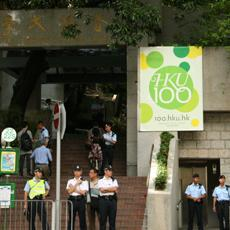
香港大學一百周年慶典

李成康亦向在地的記者表示自己走了500天太古橋，想像不到因為權貴的出現，就禁止學生往來太古橋，又稱近20名警察和保安員應付3名手無寸鐵的學生，是十分荒謬的事情，更對校方未有即時提供協助倍感失望。
不過港大職員協會會長陳捷貴稱，已經向當時在場的保安員了解事件，知悉當時學生是從徐展堂樓前往梁銶琚樓，學生被推入樓梯後，可以原路折返，但是學生當時未有這樣做。在2011年8月24日的電台節目上，李成康承認上述的評論，亦沒有嘗試要求警察讓他們離開，警察和保安員沒有表示他們可以從徐展堂樓的出口離開。他解釋3人都對當時的情況感到不知所措，不知道在禁閉的環境下，警方會有什麼行動。理大前學生會會長黃佳鑫則反駁，是警方先推他們入後樓梯，保安員才入內要求他們從原路折返，而並非陳捷貴所指，保安員先要求他們折返，然后警察推他們入後樓梯。港大發言人回應，目前正向當日在場人士了解事件經過，承諾會稍後跟進。
在李成康等3名學生被困其間，太古樓的示威隊伍再度嘗試進入太古橋，但被警察截停。他們高叫「我有權還書」及「我有權回校」等口號，要求警察放行。李克強在一小時後離開陸佑堂，警察才通知保安員放行示威者。
典禮期間，校方安排李克強坐上校監椅，引起爭議，因為校監椅由誰人坐，本身有一套規則。除校監外，只有在校監不在場，由副校監坐上，若副校監也不在場，依次序以校長使用，時任校監是曾蔭權，副校監李國寶和校長徐立之。3人同時在場，曾蔭權坐在李克強旁，而另一位嘉賓，以鴨巴甸大學校監身份參加典禮的前香港總督及前香港大學校監衛奕信被安排坐後排位置。校方聲稱，其他儀式中為主禮嘉賓安排校監椅，以往曾發生過。然而，輿論質疑李克強在港大無名無份，亦不是校監，卻在典禮中坐上校監椅，令人覺得港大校方甘願向國家領導人稱臣。港大校方回應指，李克強可坐上這張椅，因為典禮並非頒授學位典禮，否認向中央獻媚。於2011年9月1日，校方再次澄清李克強當日坐的是貴賓椅，椅背雕花與校監椅不同，於2010年，星雲大師在港大講學時也坐過。

## 各界反應

### 市民反應
在2011年8月18日，李克強到訪香港大學期間，警方被指無限地擴大了保安範圍，令港大校園一帶的薄扶林區的交通癱瘓。有在中環上班的市民投訴指李克強途經中環期間，警方封鎖多條行人天橋，令不少市民誤時。另一方面，當李克強到添馬艦政府總部出席揭幕儀式的時候，警方更將唯一連接金鐘北部與中心地帶的行人天橋封閉，所有途人一律嚴禁前往金鐘北添馬艦一帶。至於在新政府總部上班的公務員，被要求他們出示證明文件，被部份市民怒斥擾民。
由自稱為八十後年青人所組成的「反鷹抗暴行動組」，於2011年9月3日發起由銅鑼灣東角道遊行至香港警察總部，抗議警務處處長曾偉雄收緊示威自由。警方指遊行在起步時有約500名示威者，發起組織則指有約800名。發起人認為是次遊行是公民抗命，故此事前沒有向警方申請。警察於組織遊行前發出警告，表示是次遊行組織未有提出申請，是非法活動，然而沒有阻止遊行活動。。期間，大會撐起一塊8米乘20米的大黑布蓋過示威者，諷刺曾偉雄打壓言論自由，是破壞社會安寧的極權黑影。

### 港大學生及校友反應
李克強到訪港大之前，港大學生只收到校方的封路通知，因而引起部分港大的內地學生的不滿，抱怨不能出席校慶典禮，既沒讓港大學生網上報名，而且只個別邀請「了解及支持大學發展」的來賓及城中富豪，指責校方舉辦「閉門校慶」。李克強離港後，多名港大學生要求提高調查警方保安安排的透明度，在校園內的中山廣場，派發傳單，要求成立獨立調查小組，由學生代表及社會各界人士，調查李克強上月到訪港大時引起的保安爭議。
2011年8月港大百週年打壓和平示威事件中，徐詠璇主導邀請及促成時任中共中央政治局常委、國務院副總理李克強作為港大百週年校慶的嘉賓。一般相信徐詠璇有審核並批准當時校慶的嘉賓座位安排。
2011年8月26日晚上，超過1,000名在不同年份畢業或在學的港大生及市民齊集於中山廣場參與「抗議港大818殺害自由集會」，聲討李克強到訪港大的保安安排過於嚴密。近40名發言者中，有一半把矛頭指向港大校長徐立之，當面直斥他是向中國共產黨政治獻媚。1,500名校友和學生和市民聯署，譴責徐立之和港大校方，使香港大學自由的風氣徹底淪陷，8月18日是港大創校百年最黑暗的一天。
被警方阻撓的3名學生向所屬大學的校長發出公開信，促請他們聯同其他5間大學的校長一同譴責保安局局長李少光及警務處處長曾偉雄。

### 學界反應
香港專上學生聯會秘書長陳倩瑩表明會發出院校的聯署聲明，以抗議警方粗暴對待請願的港大學生。
中文大學學生會會長秦晞輝表明支持港大學生，又斥責港大違背學術理念，認為大學作為學術機構，應保持中立，和政權保持距離，不應與政權合流。

### 學者反應
身為港大校友的中文大學校長沈祖堯表示，相信每間大學會繼續保持言論及思想自由，捍衛這些核心價值。
香港理工大學聲稱，由於並不完全掌握「八一八」事件的細節，不宜評論，但是建議社會給予各方空間。不過理工大學校長唐偉章在2011年8月28日接受電台專訪，對在港大818事件中被警方推撞，可能捲入訴訟的前理大學生會會長黃佳鑫表示關注。雖然黃佳鑫並無主動向學生事務處求助，但唐偉章承諾，如果黃佳鑫就事件或訴訟問題向校方求助，理大一定願意提供協助及支持。此外，唐偉章雖然認同李克強到訪港大的安排需要改善，但強調李着重本港大學發展，其實是一件好事。

### 法律界反應
香港大律師公會指出香港警方設置禁區須先刊憲，否則是違法。
香港大學法律學院院長陳文敏表示「香港警方都出現了一些憲制問題」，他指出「學生手無寸鐵，警方禁錮3人欠合理理由，不讓他們離開，令學生感覺到驚嚇，已足夠構成非法禁錮。」150位學者聯署聲名，要求警務處處長曾偉雄及唐英年道歉。
律師黃國桐指，警方當日行動，已屬刑事的非法禁錮。他強調，無論學生當時是否示威、已經或企圖衝入保安禁區，警方不能在未宣讀警誡詞的情況下拘捕，限制學生的人身自由。
2011年8月26日，香港律師會會長何君堯接受電台訪問，表示警方在領導人訪港期間設立保安區具有法律基礎，他認為大律師公會所指需要刊憲才能設立禁區，是涉及國家或公眾安全、設立時間長、影響廣泛，並且不能應付突發情况，因此賦予警方維護法紀的權力便需要相信他們，他強調與大律師公會立場沒有衝突，若單因為示威聲音不合耳便拘捕，便是不合理。不過涂謹申質疑何君堯曲解《公安條例》。涂謹申事後解釋，《公安條例》第6條是給予警察控制遊行或集會一般權力的條文，有關條文是在遊行集會出現突發情况，給予警方權力控制場面。而警方在車禍或在案發現場間封，權力則是來自《警隊條例》第10條，但即使警方有權將個別地點設立保安區，亦必須要顧及《基本法》保障的人身自由及集會權利，因此行動必須與其行動目的相稱。

### 香港記者協會反應
2011年8月20日，香港記者協會及香港攝影記者協會發起遊行，並且發表遊行主題：「港人不可欺，還我知情權；記者不可辱，還我採訪權」。在聯署聲明中，2個協會抗議警方在李克強到訪香港期間，限制採訪及壓制表達自由的情況。2會憂慮，這種在人權自由上開倒車的做法，會成為恆常安排，把香港推向警察國家邊緣。至少有300名穿上黑衣的記者手持抗議標語，上午11時在在添馬艦新政府總部外集合，經中信大廈、夏愨花園遊行，抗議警方對傳媒採訪李克強的保安安排，並要求警務處處長曾偉雄向各界道歉，亦批評政務司司長唐英年的「垃圾論」，然後遊行至灣仔香港警察總部，抗議副總理李克強訪港期間採訪受阻。當到達目的地後，示威者要求安排處長級人員接收請願信時，吃閉門羹，香港記者協會主席麥燕庭於是宣讀聲明，並且當場撕毀請願信件。
香港記者協會與香港攝影記者協會代表，2011年9月1日下午與警務處處長曾偉雄會面，討論副總理李克強訪港期間的採訪及保安安排，曾偉雄在會上稱大部分個案都是他首次聽聞，他強調警隊不容許有阻礙記者的情況，承認個別警員的表現與警隊的要求不符。。
下表是香港記者協會對警方採訪安排的指控：
| 指控                 | 詳情 |
| 無理設立記者區       | 記協批評在房委會外、麗港城等地點，記者不可在非管制區域自由行動，相反在該區的市民可以。                               |
| 記者區離採訪對象過遠 | 記協批評最少四個採訪區與場地相距60至170米，妨礙採訪。                                                                |
| 設「偽採訪區」       | 李克強到訪平田邨及新政府總部時，採訪區在一處，李克強卻由另一處進場。                                                 |
| 阻撓採訪             | 警員在麗港城遮擋攝影機的鏡頭。                                                                                       |
| 驅趕記者             | 警員在麗港城要求保安員拉走記者；記者在金鐘採訪示威被警員要求離開。                                                   |
| 黑衣人拒絕表露身份   | 《明報》2位記者在李克強下榻酒店，被3名黑衣人不斷拍攝及跟蹤，但拒絕出示警員證件。                                     |
| 侵犯私隱             | 新城記者出示記者證後，警員搜查其銀包內每一小格，記協認為搜查記者銀包，對保護李克強安全無關，毫無必要，而且侵犯私隱。 |
| 官媒代傳媒           | 副總理李克強訪港3天的20個活動，只有半數活動有安排傳媒採訪，餘下均由政府新聞處拍攝及發放，將記者剔出採訪過程。        |

### 政界人士反應

#### 泛民人士反應
2011年8月21日，民主黨發起遊行至添馬艦新政府總部，要求唐英年收回「垃圾論」，並且向市民道歉。
公民黨有十多名成員遊行至香港警察總部，抗議警方在李克強訪港期間的保安事務中，使用過多警力，罔顧市民示威和表達意見的權利。
社民連立法會議員梁國雄就其座駕被扣押一事表示非常不滿，指其晚上向李克強示威的物資全在車上，認為警方的行為與內地的處事手法無異，令人不能容忍。
公民黨立法會議員湯家驊指出，今次特區政府將李克強訪港安排弄致「一鑊粥」，除了損害李克強的國際形象，更嚴重影響到香港的新聞及言論自由。
立法會保安事務委員會主席、民主黨的涂謹申批評，警方做法觸動港人的核心價值，香港警察的作法跟內地公安沒分別，亦希望警方表明人手部署原則是保障貴賓的人身安全，還是保障其心情及尊嚴。
公民黨黨魁梁家傑指警方的做法違反《基本法》第27條，香港居民享有集會、遊行和示威的自由，促請政府成立獨立調查委員會，調查警方在李克強訪港期間，麗港城居民黃健被帶走的事件及濫用警權的問題。公民黨立法會議員陳淑莊則致信保安局局長李少光，要求他解釋今次李克強的保安安排，與2003年國務院總理溫家寶訪問香港時有極大差異的原因。另外亦會詢問，會否就分別為剝奪市民表達自由及記者的採訪自由而道歉。
支聯會主席李卓人對警方的示威安排表示十分遺憾，形容香港「變成另一個內地城市，失去言論和表達自由」。此外，人民力量黃毓民亦指警方安排失當，批評警務處處長曾偉雄製造白色恐怖，警方不是維持秩序，而是淪為政治打壓的工具。

#### 建制派人士反應
全國人大常委范徐麗泰及行政會議召集人梁振英均指警方沒有濫權。范徐麗泰承認警方的做法可能未臻完善，但強調警方只是希望能給副總理一個良好的印象，勸告香港人應該顧全大局、不要將自由用得太過緊要，她認為港人不應凡遇上不滿就嘈吵、濫用表達的自由，又指出警方的保安事務只是對相關人士的保護及禮節，待客之道與一國兩制無關係，勸喻大家不要上綱上線。梁振英在出席於2011年8月19日的香港電台節目中表示，儘管他沒有參與港大慶祝校慶的活動，不清楚當中的細節，但他相信警方的判斷能力，亦不會無故動用大量警力。他更稱中國領導人若到西方的大城市訪問，當地的保安管理同樣會是相當嚴密。
自由黨榮譽主席田北俊在8月21日指出，香港傳媒不習慣透過政府新聞處統一發放多場活動的做法，並批評警方部署過分緊張和過嚴，設立的禁區範圍擾民及影響到記者採訪。
行政會議成員張炳良認為，唐英年就事件發表的「垃圾論」，身為公眾人物發表言詞不當的言論引起社會輿論反感，希望市民多加包容，唐英年亦應該反省，他個人相信唐英年是無心之失。而說香港大學自由已死，他不同意，政府應該平衡政要的安全、公眾秩序及保障新聞自由等，這次事件政府會從中汲取教訓。
全國政協委員兼立法會主席曾鈺成在接受亞視國際台節目《時事縱橫》的訪問時表示，認為今次警方面對壓力，要確保有些事情不會被李克強見到或聽到，因為要確保這次訪問行程是完全和平及安全（complete peace and total security）。
工聯會黃國健雖然認為警方今次做法過敏，但他認為此事只是一件保安疏漏、過失問題，並不同意「自由已死」的說法。他指出政府對輿論質疑反應遲緩，相關負責人如李少光，曾偉雄等人竟然只顧放假，不回香港盡快處理危機，警方的回應蒼白無力，一直受壓，未開始時已經輸了，造成了公關的災難。他認為警方應該早就宣布展開調查，了解是否有警務人員在執法時太過了。
民建聯葉國謙表示警方應該解釋作出這樣嚴密的保安安排的理由，和以往的安排有什麼不同，若有做得不好的地方，應該會有什麼改善。不過他不認同香港大律師公會指核心保安區沒法理基礎的講法，他指警方在進行要員保護的任務時，一定要有執行的權力。
全國政協委員、港大的1982年學生會會長張家敏在出席港大於8月26日舉行的燭光集會時表示，北京政府對太古橋有平反六四標語、豎立國殤之柱雕塑已很包容。他感覺在香港，「六四」一詞已被人挾持，而太古橋上的字句只反映了部分的事實，而大家絕對不敢面對全面事實。他對警方的安排有意見，認為他這些被校友批評的人物才是需被保護。
另一全國政協委員劉夢熊於2011年9月4日舉行的《城市論壇》上表示，輿論集中討論「保安枝節」，忽略李克強向香港的送禮措施，令人遺憾，又說了於日前發生，有示威者衝擊及破壞替補論壇的事件，指當日有示威者以類似黑社會的「踢館和掃場」方式衝擊論壇：「如果8月18號，警方唔喺香港大學採取一個合理和嚴密的保安措施，我講畀你聽，8月18日的陸佑堂，就會變成9月1號嘅科學館。」主持人謝志峰即時指劉夢熊的邏輯有問題：「兩個時間無一個因果關係！你是否要釐清個因果關係呢？」。
香港民政事務局曾德成則不滿李克強宣布的支持香港新政策措施被訪問香港期間的保安爭議蓋過，他認為事件應分輕重，不應聚焦保安爭議而錯失機遇。

## 官方回應

### 行政長官回應
行政長官曾蔭權於8月23日指出李克強訪問香港期間保安手法警方部署適當和有需要，他希望市民諒解警方在某方面的安排所帶來的不便，警方是依據世界最新的形勢作出判斷，一如既往作出風險評估。警方一早就為李克強訪問香港期間的保安徵詢個別機構的意見，已經平衡各方，並且以之作出具體部署。認同警方的部署是專業及適當，在世界中，香港堪稱典範。
他又明白傳媒對保安安排的不滿，李克強進行家訪的家庭只有400多呎，訪問時間亦短，為了因應保安要求及客觀環境等各方面的限制，平衡各方需求，使李克強可以平靜地訪問戶主和了解市民的基本生活，處理的手法適當。他表示已經安排李克強2次與傳媒直接對話和會面的機會，表達訪問香港的目的和解釋此行的成果。而且出席論壇及港大校慶等活動，他皆安排傳媒觀看現場直播，非常公開。他會責成政務司司長與新聞行政人員協會會面，為李克強訪問香港期間對傳媒採訪的手法進行商討。
不過曾蔭權的說法引起部份傳媒和學者的駁斥，1997年國際新聞自由獎得主、港大新聞及傳播研究中心總監陳婉瑩指出，根據外國慣例，若活動不能容納太多記者，會由幾間傳媒負責拍攝，並將片段提供給所有傳媒，而政府拍攝只是官方宣傳片，絕不是新聞片段，由政府拍攝再交由傳媒的片段，實際上沒太大新聞價值可言。香港大學法律學院院長陳文敏對曾蔭權的「典範論」不以為然，笑言：「哪個國家覺得我們是典範？」他表示終審法院已經有清晰判決，警察維持治安之餘，也要維護公眾集會的自由，警察應該協助市民表達言論和集會自由，減低限制。

### 政務司司長回應

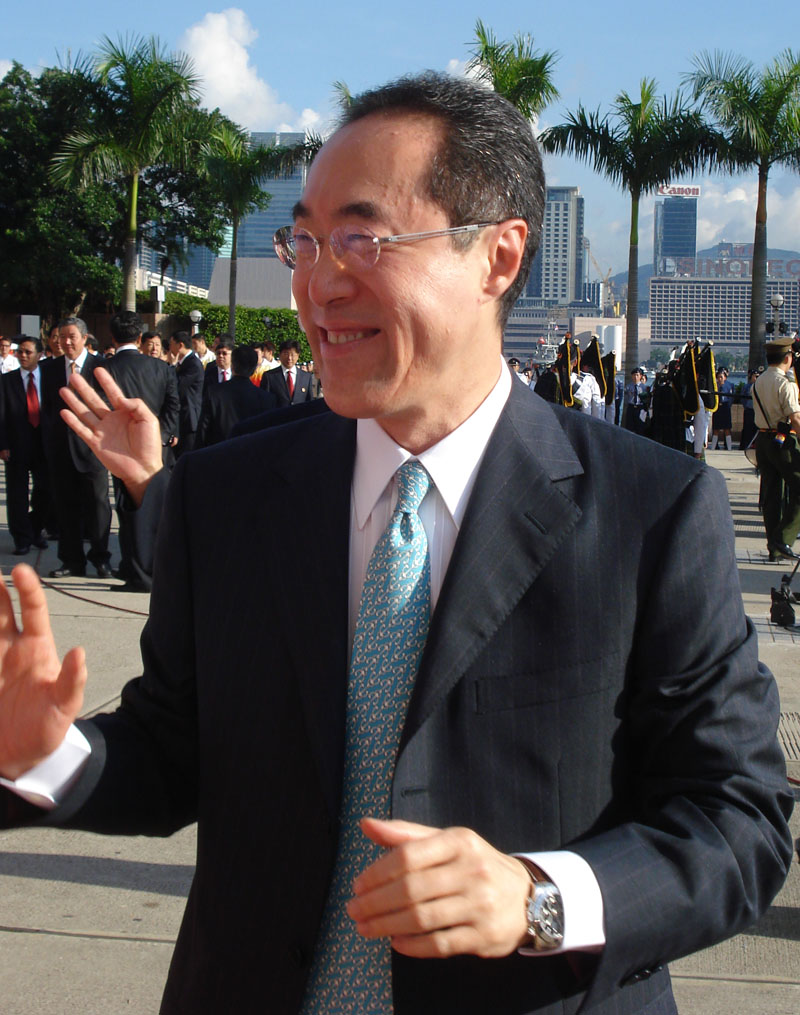
政務司司長唐英年，以「完全是垃圾（completely rubbish）」來回應保安安排違反了言論自由或人權的批評。

2011年8月19日，政務司司長唐英年回應批評指政府在副總理李克強訪港時的保安安排違反了言論自由或人權時，說「完全是垃圾（completely rubbish）」，後被香港傳媒稱為「垃圾論」，全句如下：
|  | I think that is completely rubbish that we have violated civil rights, nor have we violated freedom of speech, because every single activity of the Vice-Premier has been covered by the media. （對於我們侵犯公民權利的指控，我認為這說法完全是垃圾，我們沒有侵犯言論自由，因為副總理每一場活動已有媒體涵蓋。） |

唐英年的「垃圾論」引起輿論譁然，香港人權監察總幹事羅沃啟批評唐英年對公民權利和言論自由「完全無常識」。此外，新聞行政人員協會主席趙應春表示，協會不同意唐英年的「垃圾論」，因事件關乎政府限制公眾知情權，情況嚴重，此事必定會與政府交涉。至於唐英年稱李克強每場活動都「有畫面有內容」，趙應春指兩者不能混為一談，發放活動訊息是政府新聞處，其身份是政府部門，負責傳遞政府訊息，與傳媒採訪是兩回事。
唐英年則在8月20日透過政務司司長辦公室回應，強調尊重傳媒採訪自由，認為通過安排公開採訪、聯合採訪、官方媒體採訪等各種方式，向公眾提供各項活動的資訊是正確的，並且理解部份人士對於採訪安排有不同意見。
2011年8月31日，唐英年在會見香港新聞行政人員協會和香港記者協會後，再次為自己的「垃圾論」補充，承認自己用詞不當，但強調「rubbish（垃圾）」這詞是代表中文發言中「完全尊重傳媒採訪自由」的觀點，如果引起傳媒的誤會，他願意作出反思和警惕。不過他被記者問及是否為收回「垃圾論」或為言論道歉，唐英年重申以後會警惕。

### 保安局回應
保安局局長李少光於8月18日，正身處北京，對於警方的保安安排被批評為擾民，他表示在政要訪港期間，警方有責任保障政要的人身安全，如果市民有任何不滿，可以投訴警方，不認為李克強訪港的3天，香港的保安事務有明顯地加強。至於保安安排被指影響新聞自由，他表示會根據《基本法》保障傳媒的新聞自由，亦稱新聞自由是香港成功的基石之一，他是第一次聽到有關妨礙新聞自由的投訴。另一方面，針對警方在港大保安安排的非議，李少光表示，港大的保安主要由校方提供，警方只是從中協助，他承諾會檢討安排，否認警方處理的手法違反了《基本法》。此外，他也在8月25日回應傳媒的提問，指不能憑片面之詞，指控警方對學生禁錮或妨礙新聞自由，更不可以單憑單方面的指控，就要撤下警務處處長。對於有報道指，中聯辦及國安局介入保安部署，他指這個說法是「totally rubbish（完全是垃圾）」。他又讚揚香港警隊是一支優秀的隊伍，以往多位政要多次訪港時都受到高度的讚揚。
2012年6月9日，臨別在即的李少光接受商業電台節目《政經星期六》訪問時公開為警隊呼冤，李少光指出他自己覺覺「警方係受咗少少冤屈」。他引述香港大學調查報告指出，李成康指控遭到警察禁錮等不盡不實，以謊言責難警務處有欠公允。

### 警方回應
下表是2011年8月29日立法會保安事務委員會特別會議期間，警務處處長曾偉雄針對外界對警方指控的回應，以及相關人士的回應：
| 指控                                                               | 曾偉雄回應 | 相關人士回應 |
| 無表露身份的黑衣人，抬走穿著以平反六四為主題的背心的麗港城居民黃健 | 該居民被截查時情緒激動，警員待他平復後有出示委任證 | 黃健批評曾偉雄以謊言掩飾過失，對警方表示失望。 |
| 在麗港城阻擋now新聞台記者攝影鏡頭                                  | 警員當時見到「一個黑影托着一件黑色物品」，不知是記者，出於本能反應用手擋格，警員的手被卡在攝影機，並非故意阻礙採訪。 | 這番回應隨即惹來立法會全場哄堂大笑，傳媒稱之為「黑影論」。 Now新聞台指警員遮擋鏡頭前曾表示「這個記者，看着他」，並指出警員是有意識的大力按着鏡頭阻礙拍攝，並非出於本能反應。 |
| 無法律依據設核心保安區                                             | 核心保安區是警方的行動術語，不是法律的用詞，警察通例賦權警方採取合理的措施以保護政要 | 監警會主席翟紹唐表示從未聽聞此句字句，關注曾偉雄提及保安區可以隨著受保護的目標移動，是與過往公眾認知的警戒線，以及政要訪港時封路安排有顯著差異。 資深大律師湯家驊表示，警權不能凌駕基本法，警察通例並非免死金牌 |
| 禁錮示威學生                                                       | 指3名學生曾經多次出入後樓梯及以粗言穢語辱罵警務人員，又拒絕出示學生證，以電話聯絡記者到場等，另外人員並無明示或暗示學生不可以離開後樓梯，其後保安員有向學生說明可以途經另一通道離開。他又稱把學生推到後樓梯並非警方的意思，是按照港大保安員的要求，絕對沒有非法禁錮。 | 李成康表示，曾偉雄的說法不符事實，他們不曾多次離開後樓梯及以粗口辱罵警員，但承認有保安員勸他們離開。李成康認為當時周圍不斷有晨運客不用出示證件也可以自由進出，他們沒理由受到不同的對待。 理大黃佳鑫承認曾講過粗言穢語，但指不能因此事就認同警方禁錮他們有理。 |
| 港大保安範圍過大                                                   | 港大教務長主動提出擴大保安範圍，警方一切的安排都與港大校委會磋商 | 港大校方表示，與警方在8月17日前的磋商一直無「保安區」的概念，只是針對特別的交通安排。港大校方從無主動要求警方於港大設「保安區」。17日上午，警方知會了港大作大幅度的交通安排修訂。於傍晚的會議，警方提議擴大交通管制區至太古橋，並且要求港大校方配合。港大校方一直以為，校內保安應該由校方負責，警方則負責校外。徐立之稱不知道警務人員會進註港大的人數，亦對當日有大批人員進駐校園感到詫異。 |
| 警方保安過嚴                                                       | 他強調執法時沒有政治考慮，首要確保到訪香港政治要員的安全，對市民造成影響在所難免，懇請市民諒解。他又強調，尊重市民的言論自由及示威的權利，但上述兩者都不能凌駕於其他人的人身安全之上。稱警方做過風險評估，並且提及早前新疆有恐怖襲擊，故保安行動安排是適當的          | 有參與是次保安行動的要員保護組人員自言，從未聽過有人提及疆獨言詞，只是上司下了命令，不可以讓領導人見到示威。 |

警務督察協會主席曾昭科表示，警員當時在電光火石之間要作判斷，相信只考慮保安理由，強調並非政治打壓。曾昭科又說，今次投訴成立，警方會承受後果，並會檢討，相信對日後警方執法不會有影響，但承認有改善空間。
涉及事件的其中兩名警員被投訴六項指控，包括濫用職權、無禮及疏忽職守，全部成立，將受到紀律評估，最嚴重會受到革職處分，一名警員有疏忽職守之嫌，將受到警告，一名警員聲稱會用貨車阻擋記者採訪，則受到口頭警告。

### 監警會回應
2011年9月，警方證實共收到12宗投訴，當中10宗須向監警會匯報調查結果，包括4宗示威者投訴警察濫權和毆打，4名途人投訴不滿警方交通安排、態度粗魯和疏忽職守，麗港城1名男子和1名記者投訴不適當使用武力和不適當披露身分等。同年11月，監警會更正投訴總數為16宗，其中7宗已完成調查，並希望2012年農曆新年或之前，完成審視餘下的個案。
監警會委員張達明批評警務處處長出席立法會會議時已就相關投訴下定論，擔心會影響投訴及內部調查科調查的公正性。監警會主席翟紹唐表示，有需要時會要求隸屬保安科的要員保護組人員協助調查，強調「便裝人員一定要表露身分，才能執行警權」，而調查報告罕有地直接交予行政長官。
2012年5月, 監警會就李克強訪港而衍生的投訴個案審查發表中期報告，通過9宗個案的調查結果。其中記者在麗港城被警方阻礙拍攝的指控成立，投訴警察課並不接受警務處處長曾偉雄指警員的手被卡在攝影機的說法。而在另一個採訪場合，有總督察聲稱會叫貨車阻擋記者拍攝，投訴亦成立。

## 立法會保安事務委員會特別會議

### 8月29日
2011年8月29日，立法會保安事務委員會召開特別會議，保安局局長李少光及警務處處長曾偉雄均有出席。會議期間，建制派議員紛紛發言，支持曾偉雄為保護李克強所作的努力，地產界功能組別議員石禮謙更讚揚曾偉雄，又呼籲因其言論而嘲笑他的泛民主派要尊重其意見。此外，建制派議員亦聯手否決泛民議員要求加長會議的提案，令會議最終只延長15分鐘至傍晚6時45分。在會議尾聲，屬於人民力量的議員黃毓民突然走到李少光及曾偉雄前，展示一件寫有「平反六四」字句的T恤，說：「如果你穿了這件衣服（平反六四T恤），我就放過你。」黃毓民其後將T恤擲向2人，命中曾偉雄的臉。曾偉雄向委員會主席涂謹申抗議，要求記錄在案，並向黃表示「不應傷害他人」；但黃毓民指「這個抗爭沒問題，你可〈控〉告我襲警」。當曾偉雄到場及離開時，有示威者將單張摺成紙飛機，擲向曾偉雄的座駕。涂謹申於會後表示，因為被保安員阻擋了視線，看不見T恤是否命中了曾偉雄，他承諾會翻查錄影片段，認為若然事件屬實，是極不檢點的行為。
各家警察協會對黃毓民向警務處處長投擲T恤的做法予以譴責，並且批評黃毓民公然在立法會內侮辱處長及整個警隊，要求黃毓民公開道歉，否則不排除有進一步的跟進行動。香港警務督察協會主席曾昭科表示，大批前線警務人員對黃毓民的行為感到氣憤；他說作為議員，黃毓民前日的行為粗暴，侮辱了民主精神。警察員佐級協會主席黃程亦表示，很多會員認為黃毓民的手法有問題。不過黃毓民堅拒道歉，認為他當時只是送上述的衣服給曾偉雄，此舉是他抗爭和表達意見的方式。他又稱，真正需要向港人道歉的是警方，要求他道歉是天方夜譚

### 9月12日
2011年9月12日，立法會保安事務委員會繼續召開特別會議討論本事件，並邀請三名學生及黃健列席發言。曾偉雄重申不會收回「黑影論」。保安局局長李少光承認保安安排有改善空間。
對於警務處處長曾偉雄投訴在上次的會議中，屬於人民力量的議員黃毓民向他投擲 T恤一事，主席涂謹申表示在翻看錄影帶後，確定黃毓民曾經向曾偉雄投擲 T恤且擲中。涂謹申判斷黃毓民的行為是極之不檢點，如果在會議期間發現，會驅逐黃毓民出會議廳。對於未有即時將黃毓民逐出會議廳，涂謹申向曾偉雄道歉。黃毓民則否認自己曾經向曾偉雄蓄意投擲 T恤，只是在對方的面對揚起 T恤。

### 10月7日
2011年10月7日，立法會保安事務委員會第三次召開特別會議討論本事件，通過劉江華提出支持警方執法，以及譴責暴力示威的動議。至於劉慧卿提出譴責警方濫權以及要求前政務司司長唐英年收回「垃圾論」、余若薇促請政府成立獨立調查委員會、及梁國雄提出引用《立法會（權力及特權）條例》徹查事件的動議即在建制派護航下被否決。

## 媒體報道
大部份香港媒體對是次爭議均有大幅報道，《東周刊》於第418期判斷香港大學學生李成康宣稱的被人「非法禁錮」的指控並不成立。
事件除在香港傳媒引起軒然大波，《華爾街日報》及英國廣播公司等外國傳媒也有廣泛地報道有關的消息。

## 訴訟
2011年10月3日，李成康、黃佳鑫、鄧建華和黃健申請法律援助，向警務處處長提出民事訴訟。

## 外部連結
- 港大818檢討小組 （页面存档备份，存于）
- YouTube上的警權與自由@TVB新聞透視20110827
- YouTube上的蘋果日報 20110830 黑影嚇死禿鷹 驚驚呀！
- YouTube上的09-03　驅走極權黑影集會　Part 2　麗港城居民王先生十五分鐘精彩演講